# Tapinocephalus atherstonei
Tapinocephalus atherstonei è un terapside estinto appartenente ai dinocefali, vissuto nel Permiano medio (circa 262 milioni di anni fa). I suoi resti sono stati ritrovati in Sudafrica.

## Descrizione
Di grandi dimensioni, questo animale poteva superare i tre metri di lunghezza e 1,5 tonnellate di peso. Il corpo era tarchiato e a forma di botte, notevolmente robusto. Le zampe erano altrettanto robuste e muscolose, adatte a sorreggere il notevole peso del corpo. Le ossa della volta cranica erano eccezionalmente spesse (una condizione nota come pachiostosi), mentre il muso era corto e piatto.

## Classificazione

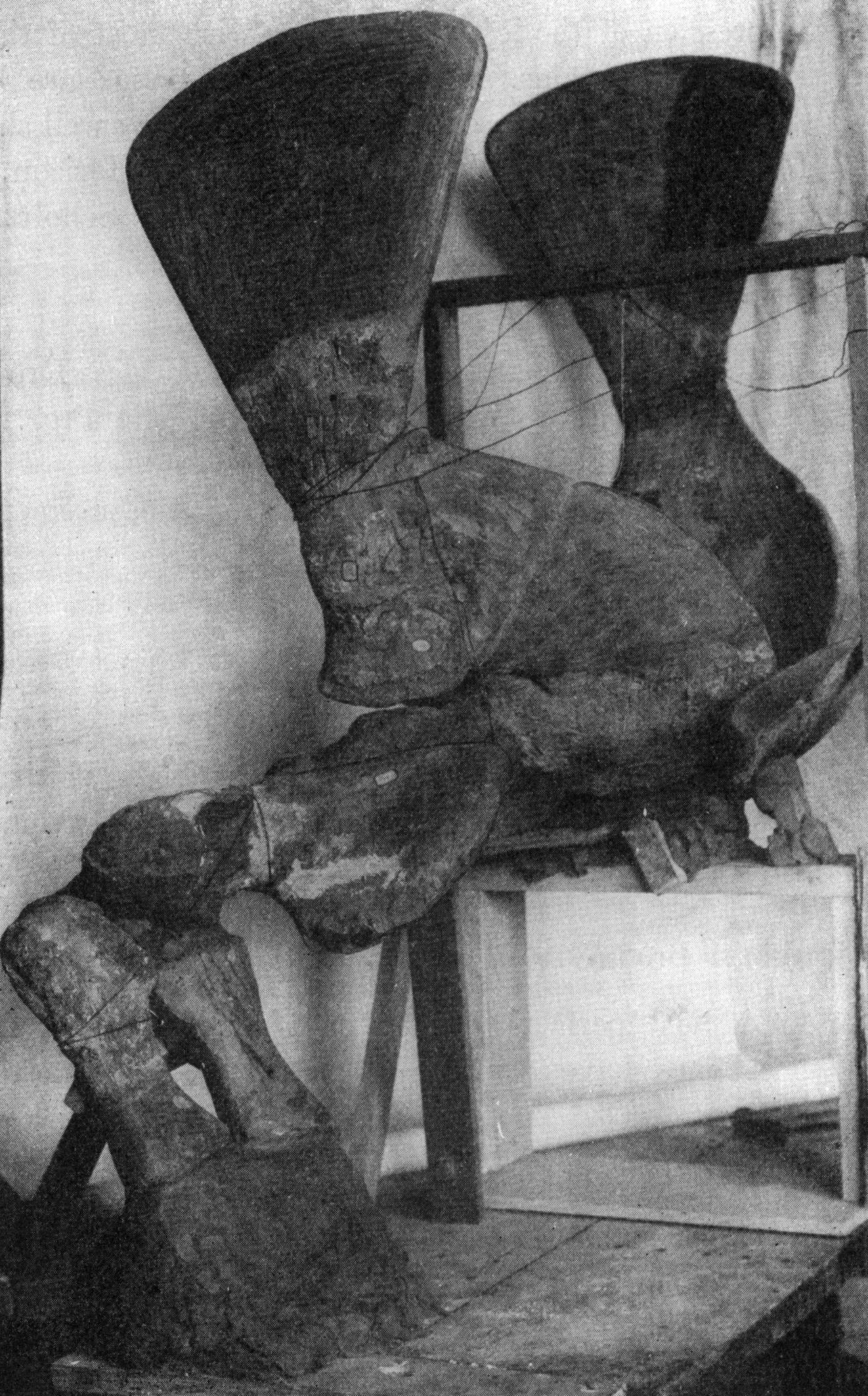
Zampa anteriore e cinto pettorale di Tapinocephalus atherstonei

Il tapinocefalo era uno dei più grandi fra i dinocefali (“teste terribili”), un gruppo di terapsidi primitivi dall'enorme cranio. Questo genere dà il nome alla famiglia dei tapinocefalidi, che comprende una moltitudine di forme vissute principalmente nel Permiano medio in Sudafrica, dalla dieta quasi esclusivamente erbivora.
Il tapinocefalo è conosciuto attraverso numerosi scheletri fossili, alcuni dei quali differiscono notevolmente per forma e dimensioni. In origine questi esemplari erano stati attribuiti ad altri generi, ma attualmente sono considerati esempi di dimorfismo sessuale o di stadi di crescita.